# كاترين ديبول
كاثرين دي بول (مواليد الست، 17 فبراير 1970) عينت يوم 8 مارس 2018 رئيسة الشرطة الأوروبية يوروبول، وكانت سابقا قد عملت كمفوض عام لـ الشرطة الإتحادية البلجيكية منذ 1 مارس 2012 . وعملت أيضا من قبل رئيسة الشرطة في منطقة Ninove منذ عام 2001 .

## وصلات خارجية
- (روسيا اليوم): لأول مرة.. الاتحاد الأوروبي يعين امرأة رئيسا للشرطة الأوروبية
- (وكالة الانباء الكويتية): الاتحاد الأوروبي يعين البلجيكية كاترين دو بول مديرة تنفيذة لل (يوروبول)
- (اليوم السابع): 10 معلومات عن البلجيكية كاترين دو بول أول رئيسة للشرطة الأوروبية